# 함흥화학공업대학
함흥화학공업대학(咸興化學工業大學, Hamhung College of Chemical Industry)은 1947년에 조선민주주의인민공화국 함흥시에 설립된 대학이다. 원래 명칭은 흥남공업학원(咸南工業學院, Hungnam College of Technology)이었다. 2005년 기준으로 7개의 학부가 위치해 있으며 46개의 학과, 4개의 연구소 5,000명의 학생이 이 대학에 다닌다. 조선민주주의인민공화국의 화학공업을 연구하고 개발하는 곳이다.

## 같이 보기
- 조선민주주의인민공화국의 대학 목록